# Viry (Saona i Loira)
Viry és un municipi francès situat al departament de Saona i Loira i a la regió de Borgonya - Franc Comtat. L'any 2009 tenia 246 habitants.

## Història
| Data d'elecció                           | Identitat              | Partit | Qualitat |
| ---------------------------------------- | ---------------------- | ------ | -------- |
| 2001-                                    | Jean-Bernard Deschamps |        |          |
| les dades anteriors no són pas conegudes |                        |        |          |
|                                          |                        |        |          |

## Demografia
| A partir de 1990: Població sense dobles comptes |